# Aatto Koivunen

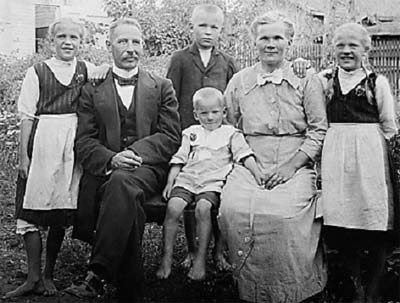
Aatto Koivunen med familj.

Aatto Koivunen var de rödas ledare i stadsdelen Pispala i Tammerfors under Finska inbördeskriget. Då staden föll till de vita flydde han, men tillfångatogs och skickades till fångläger. I fångenskap ådrog han sig malaria och dog 1928.